# Джемини 6А
Джемини 6А (на английски: Gemini 6А) е американски космически кораб от второ поколение. Пети пилотиран полет по програмата Джемини (четвъртият полет е Джемини 7, който стартира 11 дни по-рано). По план е трябвало да започне преди Джемини 7, но поради неуспешния старт на мишената "Аджена" е отложен. НАСА проявява гъвкавост и решава да изстреля първо Джемини 7 и да го използва като стиковъчна мишена за „Джемини 6“, който получава ново обозначение - Джемини 6А.

## Екипаж[1]

### Основен екипаж
| Пост           | Астронавт                           |
| -------------- | ----------------------------------- |
| Командир/пилот | Уолтър Шира два космически полета   |
| Пилот          | Томас Стафорд един космически полет |

- Броят на полетите е преди и включително тази мисия.

### Резервен екипаж
| Пост           | Астронавт                            |
| -------------- | ------------------------------------ |
| Командир/пилот | Върджил Грисъм два космически полета |
| Пилот          | Джон Йънг един космически полет      |

- Броят на полетите е преди тази мисия.

## Цели на мисията
Първоначално, основната цел на полет „Джемини 6“ е сближаване и скачване с мишената Аджена GATV-5002. Но след нейното взривяване при старта е разработен алтернативен план - сближаване с пилотирания Джемини 7, а мисията е преименувана на „Джемини 6А“. Така импровизирано е извършен първият групов полет (два космически кораба) на американските астронавти. Джемини 7 няма скачващ възел и скачване не може да се осъществи, но е постигната пълна симулация на откриване, сближаване и скачване.

## Полетът
Първият опит за старт е направен на 12 декември 1965 г. Заради неправилно сработил датчик, компютърът изключва двигателите на ракетата-носител веднага след включването им. Уолтър Шира, независимо от правилата, взема решение да не катапултира. Вторият (успешен) опит се осъществява след три дни. В 16:59 UTC е осъществен първият радарен контакт с Джемини 7, а в 19:33 UTC Томас Стафорд съобщава, че корабите се намират на разстояние 1 метър. Следват неколкократни маневри на сближаване и отдалечаване в продължение на 5 часа и 18 минути и три обиколки около Земята. При тези маневри активният кораб е „Джемини 6А“, поради факта, че е от скоро в космоса и има повече гориво, а „Джемини 7“ служи за мишена. Най-малкото разстояние между двата кораба е около 30 сантиметра.
Капсулата на Джемини 6А се приводнява безопасно в Атлантическия океан, на 12,9 км от разчетната точка на 16 декември1965 г. Екипажът е прибран от американския самолетоносач USS Wasp (CV-18) 66 минути след приводняването. Това е първото приземяване на космически апарат, предавано директно по телевизията.

## Параметри на мисията
- Маса на кораба: 3546 кг
- Перигей: 161 км
- Апогей: 259,4 км
- Инклинация: 28,97°
- Орбитален период: 88,7 мин

### Групов полет сДжемини 7
| Начало                     | Край                       | Продължителност  |
| -------------------------- | -------------------------- | ---------------- |
| 15 декември 1965 19:33 UTC | 16 декември 1965 00:52 UTC | 5 часа 18 минути |

## Днес
Космическият апарат е изложен в Историческия музей на Оклахома в Оклахома Сити, а преди това е бил в St. Louis Science Center, Сейнт Луис, Мисури.

## Галерия
- Стафорд и Шира преди старта
- Опитът за старт на Джемини 6A, на 12 декември 1965 г.
- Снимка на Джемини 7 от борда на Джемини 6А на разстояние около 7 метра един от друг.
- Друг кадър от срещата.